# Dešeča vas

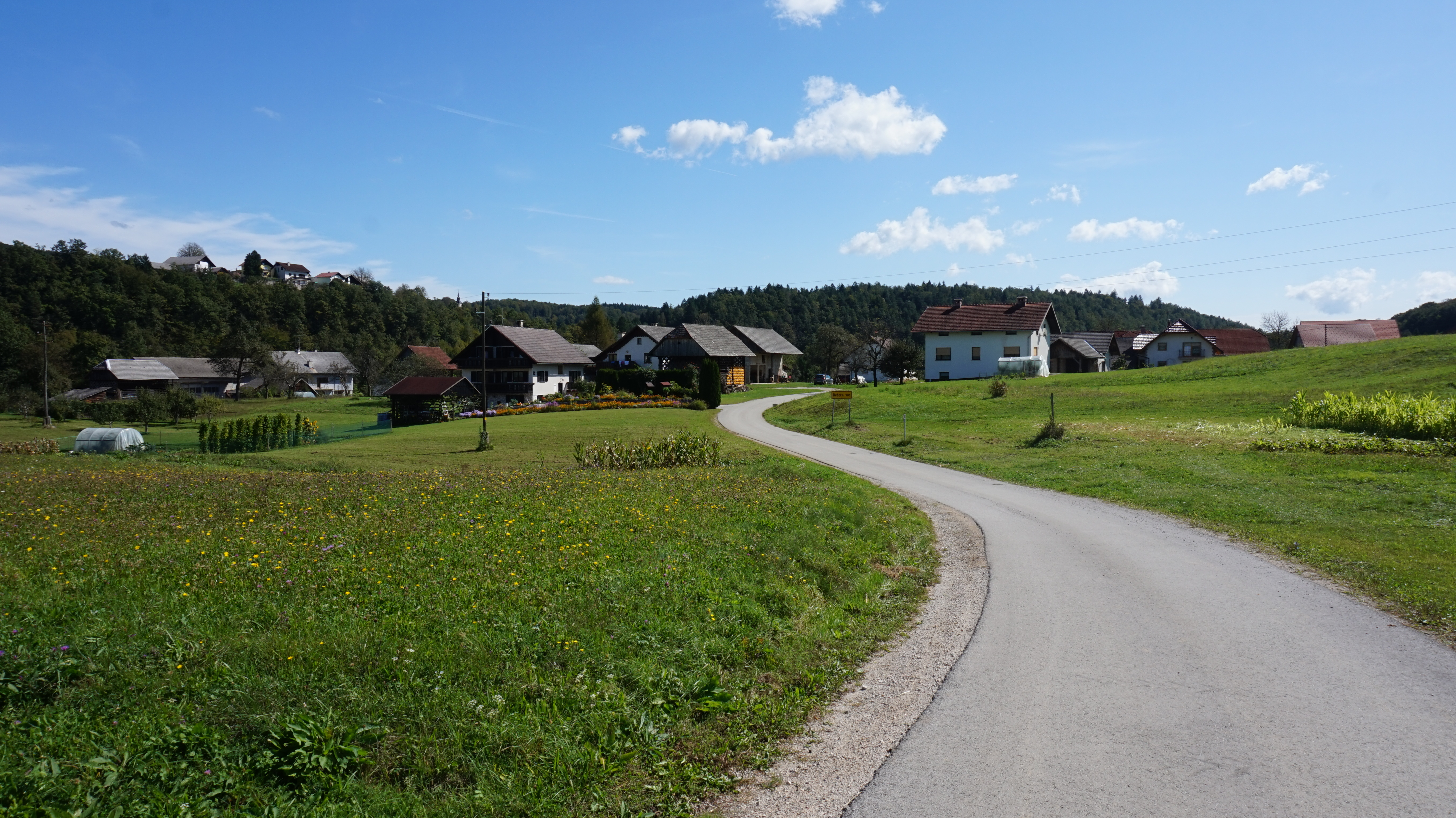
Dešeča_vas,Žužemberk

Dešeča Vas – ausgesprochen [dɛˈʃeːtʃa ʋaːs] – (deutsch Deschetschendorf) ist ein Dorf am rechten Ufer der Krka (Gurk) in der Žužemberk.
Die Gegend ist Teil der historischen Region Unterkrain und gehört heute zur Region Jugovzhodna Slovenija (Südost-Slowenien).